# Anima gemella (miniserie televisiva)
Anima gemella è una miniserie televisiva italiana trasmessa in prima serata su Canale 5 dall'11 ottobre al 1º novembre 2023. È diretta da Francesco Miccichè, elaborata da Peter Exacoustos, Magda Mangano e Laura Nuti, prodotta da Endemol Shine Italy in collaborazione con RTI e Film Commission Torino Piemonte ed ha come protagonisti Daniele Liotti e Chiara Mastalli.

## Trama
Carlo Bontempi è un medico e chirurgo torinese di grande talento, devastato dal dolore per la morte della moglie Adele. Due anni dopo, Carlo è riuscito a superare il suo lutto e ha deciso di voltare pagina, chiedendo a Margherita Bosio, migliore amica di Adele, di sposarlo. Ma, non appena prende questa decisione, l'arrivo di una nuova donna fa vacillare tutte le sue certezze: si tratta di Nina Caruso, una truffatrice problematica e generosa che si spaccia per medium grazie al suo grande talento nell'imitare le voci. Nel corso della finta seduta spiritica organizzata per raggirare la contessa, però, succede qualcosa di strano: Nina va in trance e pronuncia una frase che solo Adele avrebbe potuto dire a Carlo. Nello stesso periodo quest'ultimo inizia a fare una vera indagine che coinvolgerà anche Nina.

## Personaggi e interpreti

### Personaggi principali
- Carlo Bontempi, interpretato da Daniele Liotti. È un medico e chirurgo torinese di grande talento a cui è venuta a mancare la moglie Adele.
- Nina Caruso, interpretata da Chiara Mastalli. È una giovane truffatrice che si finge medium.
- Margherita Bosio, interpretata da Alice Torriani. È una collega di Carlo e anche la migliore amica della defunta Adele. Lei e Carlo da tempo hanno una relazione e hanno intenzione di sposarsi.
- Annabella Copparoni, interpretata da Alice Mangione. È la migliore amica di Nina ed è la mente delle truffe.
- Ruben, membro del gruppo degli Specialisti, interpretato da Matteo Sintucci. È il coinquilino di Nina e Annabella ed è appassionato di musica.
- Tommaso "Tommy" Visconti, interpretato da Davide Iacopini. È un avvocato, cugino di Margherita e miglior amico di Carlo.
- Adele Faresi, interpretata da Valentina Corti. È una giovane avvocatessa e la defunta moglie di Carlo.
- Giorgio Sallier, interpretato da Stefano Santospago. È il padre di Carlo, che lo aveva abbandonato quando era piccolo per poi ricomparire diversi anni dopo.
- Vicequestore Barbera, interpretato da Stefano Fregni.
- Agente Fulvia, interpretata da Lucia Ceracchi.
- Gianmassimo Melodia, interpretato da Roberto Accornero. È un collega di Carlo e Margherita.
- Irma Lovric, interpretata da Anita Kravos. È l'infermiera che ha seguito Adele nell'ultimo periodo prima di morire.
- Achille Bosio, interpretato da Urbano Barberini. È il padre di Margherita.
- Madame Margot, interpretata da Stefania Rocca. È una donna sensitiva che gestisce un negozio esoterico.
- Contessa Ortensia, interpretata da Barbara Bouchet. È la nonna di Margherita, che si affida a Nina per parlare con lo spirito di suo marito.

### Personaggi secondari
- Madre di Nina, interpretata da Donatella Bartoli.
- Faraone, interpretato da Hossein Taheri. È il proprietario del bar in cui lavora Nina.
- Faralli, interpretato da Davide Strava.
- Rinaldo, interpretato da Gianni Bissaca.
- Ingegnere, interpretato da Federico Scribani.
- Vicino di casa di Irma Lovric, interpretata da Gianni Franco.
- Custode del garage di Tommy, interpretato da Miro Landoni.
- Madre di Margherita, interpretata da Cristina Aubry.

## Produzione
La miniserie è diretta da Francesco Miccichè, elaborata da Peter Exacoustos, Magda Mangano e Laura Nuti e prodotta da Endemol Shine Italy in collaborazione con RTI e Film Commission Torino Piemonte.

### Riprese
Le riprese della miniserie sono state effettuate tra i mesi di agosto e ottobre 2022 per dieci giorni sul lago Maggiore, a Solcio di Lesa e a Novara, proseguendo per cinque settimane a Torino (in particolare a piazza Solferino, a piazza Statuto, a piazza San Carlo, in via Cernaia, il Quadrilatero romano, i Murazzi e i circoli canottieri del Po) e per un determinato periodo anche a Roma.